# Nina Schenk Gräfin von Stauffenberg
Nina Magdalena Elisabeth Lydia Herta Schenk Gräfin von Stauffenberg, geb. Freiin von Lerchenfeld (* 27. August 1913 in Kowno, damals Russisches Kaiserreich, heute Litauen; † 2. April 2006 in Kirchlauter, Deutschland), war mit Claus Schenk Graf von Stauffenberg verheiratet.

## Leben

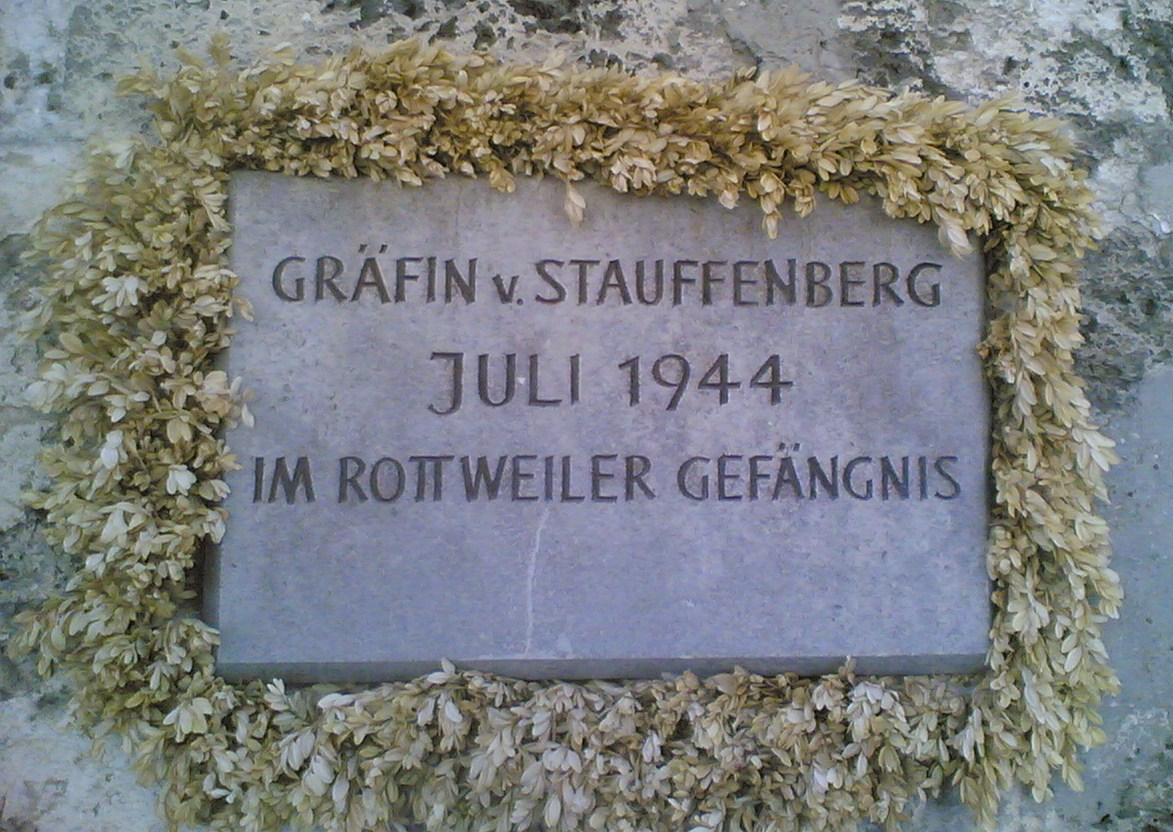
Gedenktafel an der Außenmauer des Rottweiler Gefängnisses

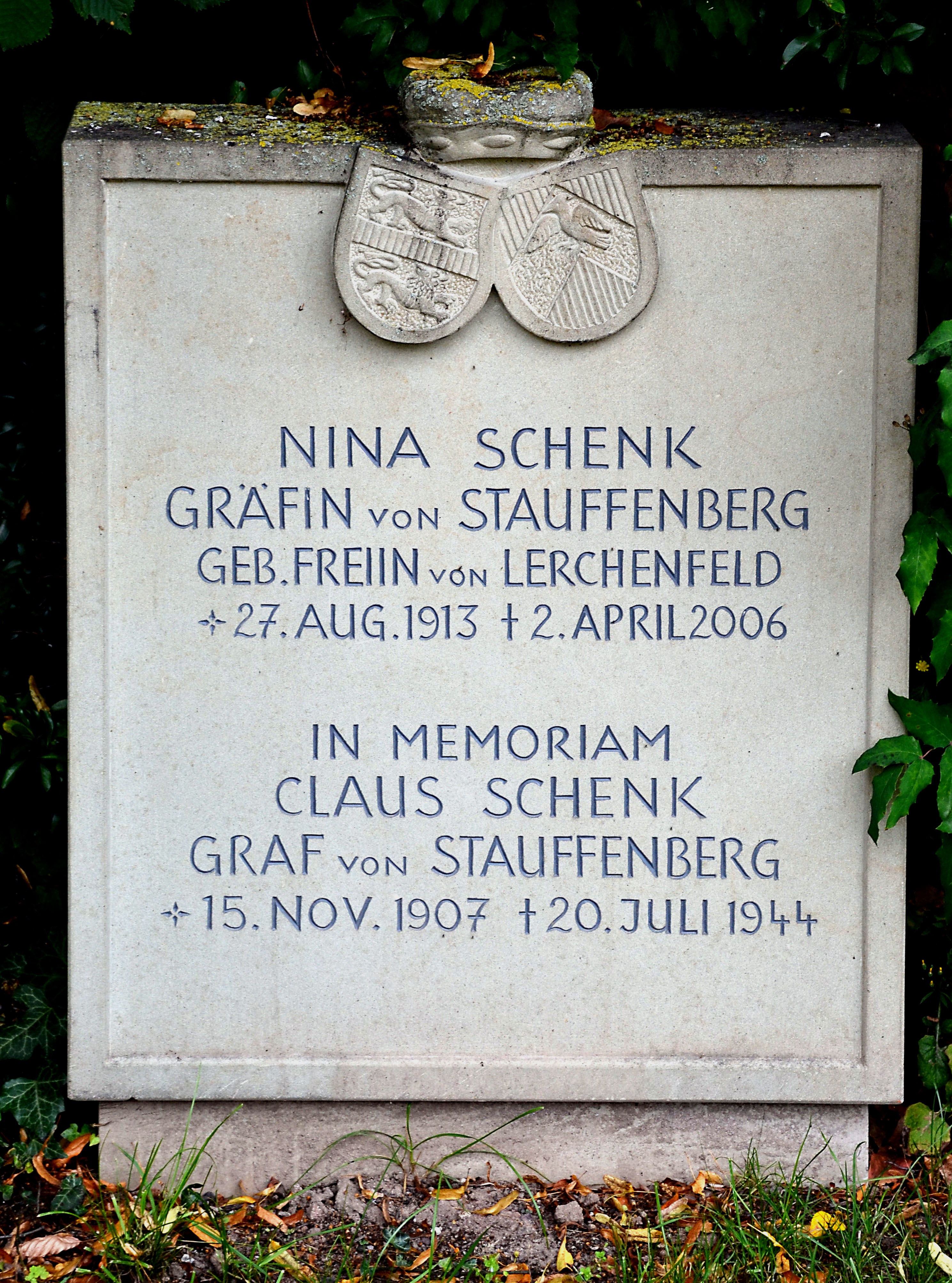
Kirchlauter, Bayern

Nina Freiin von Lerchenfeld kam als einziges Kind des fränkischen Generalkonsuls Gustav Freiherr von Lerchenfeld (1871–1944), einem königlich bayerischen Kämmerer und kaiserlichen Generalkonsul, sowie der baltischen Adeligen Anna Freiin von Stackelberg (1880–1945) zur Welt. Sie besuchte in Bamberg das Lyzeum und lernte bereits mit 16 Jahren als Schülerin auf einem Mädcheninternat im Heidelberger Stadtteil Wieblingen Claus Philipp Maria Schenk Graf von Stauffenberg kennen. Nach der Verlobung 1932 folgte in Bamberg am 26. September 1933 die standesamtliche sowie am darauffolgenden Tag in der Jakobskirche die kirchliche Trauung. Die Kinder wurden nach der Tradition des Hauses Stauffenberg katholisch getauft und erzogen, obwohl Nina wie auch die Mutter von Claus von Stauffenberg evangelisch waren. Der Ehe entstammen insgesamt fünf Kinder, von denen das jüngste erst ein halbes Jahr nach der Hinrichtung des Vaters zur Welt kam:
- Berthold Maria Schenk Graf von Stauffenberg (* 3. Juli 1934 in Bamberg), Generalmajor
- Heimeran Schenk Graf von Stauffenberg (* 9. Juli 1936 in Bamberg; † 20. Oktober 2020 in Zürich)
- Franz Ludwig Schenk Graf von Stauffenberg (* 4. Mai 1938 in Bamberg), Bundestagsabgeordneter (MdB)
- Valerie von L’Estocq (* 15. November 1940 in Bamberg als Valerie Ida Huberta Karoline Anna Maria Schenk Gräfin von Stauffenberg; † 4. Juni 1966 in München an Leukämie[3]), seit 4. April 1964 verheiratet mit Heino von L’Estocq (* 1935 in Potsdam)
- Konstanze von Schulthess (* 27. Januar 1945 in Frankfurt (Oder) als Konstanze Schenk Gräfin von Stauffenberg), Autorin

Dass ihr Mann und dessen Freunde einen Staatsstreich gegen das nationalsozialistische Reich planten, war ihr bekannt, nicht hingegen der erst spät gefasste Entschluss ihres Mannes, das Attentat selbst auszuführen.
Sie war von ihrem Mann absichtlich nicht in alle Einzelheiten des Staatsstreichs eingeweiht worden. Die damals schwangere Nina von Stauffenberg wurde, wie ihre Kinder und alle Stauffenbergischen Namensträger, nach dem missglückten Attentat ihres Mannes von der Gestapo in Sippenhaft genommen. Die Kinder wurden von den Nationalsozialisten in das Kinderheim im Borntal in Bad Sachsa verschleppt. Nina von Stauffenberg brachte ihr fünftes Kind, Konstanze, während der Haft am 27. Januar 1945 in einem Frauenentbindungsheim der Nationalsozialisten in Frankfurt (Oder) zur Welt. Einige Tage später kam ihre Mutter Anna im Strafvollzugslager Danzig-Matzkau ums Leben. Nach einer Odyssee durch verschiedene Konzentrationslager als Sondergefangene wurden sie bei Kriegsende nach Franken verschleppt und kamen dort schließlich frei.
Nach Kriegsende fand die Familie auf dem Familiensitz in Lautlingen (heute ein Stadtteil von Albstadt) zusammen. Sie verfasste im August 1946 einen Persilschein für den ehemaligen Oberstaatsanwalt und SA-Obersturmbannführer Gottlob Braun, der ihr Ende Juli 1944 den einwöchigen Aufenthalt in der Haftanstalt Rottweil erleichtert habe. In der Nachkriegszeit setzte sich Nina von Stauffenberg besonders für das Zusammenleben der Deutschen mit den in Deutschland stationierten US-Soldaten ein. Am 27. September 1968 war sie Mitbegründerin der „Schutzgemeinschaft Alt Bamberg e. V.“, die aus Protest gegen den Abbruch des stadtbildprägenden Hauses „zum Marienbild“ am Kaulbergfuß zugunsten einer Straßenverbreiterung zum Schutz der Bamberger Altstadt gegründet wurde.
Am 2. April 2006 starb Nina von Stauffenberg im Alter von 92 Jahren.

## Auszeichnungen und Ehrungen
- 1983: Verdienstkreuz 1. Klasse der Bundesrepublik Deutschland
- Ehrenmedaille der Stadt Bamberg für ihr Engagement um den Erhalt der Altstadt Bambergs (1993)
- Bayerische Staatsmedaille für soziale Verdienste (2000)
- Ehrenmitgliedschaft der „Schutzgemeinschaft Alt-Bamberg e. V.“ (2003)

Ihre Freundin Christa von der Marwitz regte in Zusammenarbeit mit dem Inner Wheel Club Darmstadt die Taufe einer Rose auf den Namen „Nina-von-Stauffenberg“ an. Gepflanzt wurde die rosafarbene Kletterrose der Sorte Gloria Dei 2008 in Anwesenheit des Sohnes von Nina von Stauffenberg, Franz Ludwig Schenk Graf von Stauffenberg, auf der Darmstädter Rosenhöhe.